# مساعدة عابرة للحدود

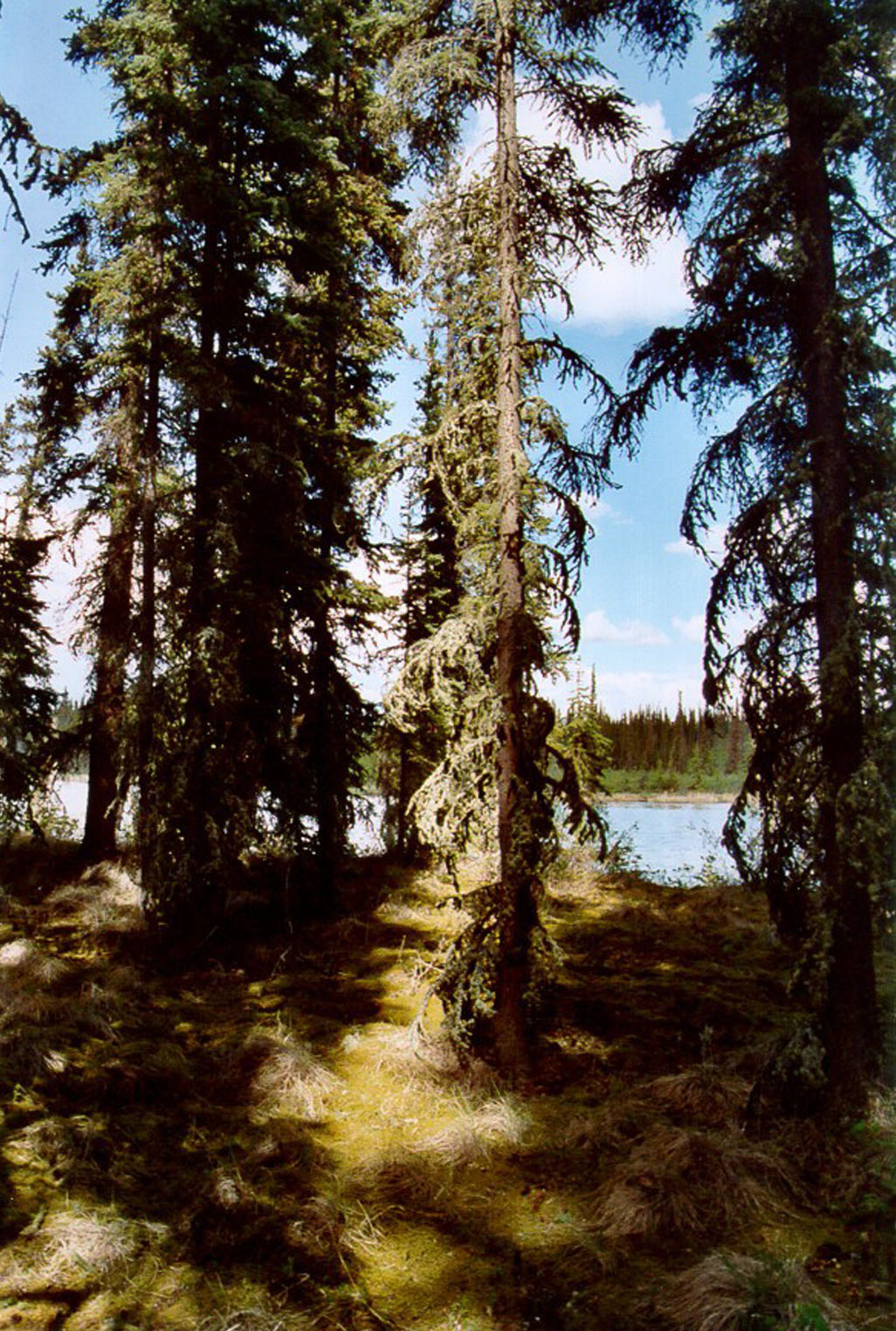

تنتج المساعدة العابرة الحدود من كائنات أو مواد تعبر حدود رقعة موائلها الطبيعية أو تتجاوزها، ما يساهم في دعم السكان المقيمين. قد توفر الكائنات الحية والمواد المنقولة مفترسات أو فرائس أو مغذيات إضافية للأنواع الأصلية المقيمة، والتي يمكن أن تؤثر على بنية المجتمع وشبكة الغذاء. تحدث المساعدات العابرة للحدود من المواد والكائنات الحية ضمن عدة أنواع مختلفة من رقعات الموائل، وبالتالي فهي تعتمد على خصائص تلك البقع وعلى الحدود بينها. يعزز التغيير البشري في البيئات والمناظر الطبيعية من خلال التجزئة والإزالة في المقام الأول من إمكانية تغيير المساعدات العابرة للحدود لتصبح ضمن موائل معزولة بشكل متزايد. وقد يكون فهم كيفية تأثير العمليات التي تحدث خارج رقعة الموئل على السكان داخل هذه المناطق مهمًا لإدارتها.

## مقدمة وتطور المفهوم
تطور مفهوم المساعدات العابرة للحدود من دمج أفكار دراسات بيئة المناظر الطبيعية وبيئة شبكة الغذاء. تسمح الأفكار المستمدة من بيئة المناظر الطبيعية بدراسة ديناميكيات السكان والمجتمع والشبكة الغذائية لدمج العلاقات المكانية بين عناصر المناظر الطبيعية في فهم هذه الديناميكيات (بوليس وآخرون 1997). حدد جانزن (1986) لأول مرة المساعدات العابرة للحدود بصفتها عملية تؤثر فيها الكائنات الحية التي تنتشر من بقعة إلى أخرى على الكائنات الحية المقيمة من خلال توفير موارد غذائية متزايدة أو فرص للتكاثر، وبالتالي تكون بمثابة دعم وإعانة لها. من خلال هذا التعريف، تؤخذ فقط حركة الكائنات الحية عبر الحدود بعين الاعتبار، ولكن التعريفات الأوسع للمفهوم يمكن أن تشمل أيضًا مواد مثل المغذيات والمخلفات.
تعد المساعدات العابرة للحدود مجموعة فرعية من عملية أكثر عمومية ضمن المساعدات المكانية. يقر مفهومها بوجود ودور الحدود بين بقع الموائل المختلفة في التوسط في تدفقات الكائنات الحية والمواد. في المقابل، لا يتطلب الدعم المكاني إلا أن تكون المدخلات الخارجية للمواد والكائنات تنشأ من خارج منطقة الاهتمام.

## الأنشطة البشرية المؤثرة على المساعدات العابرة للحدود

### الزراعة
قد تزيد الأنواع الأصلية التي تتغذى في الأراضي الزراعية من وفرتها المحلية وبالتالي تؤثر على النظم البيئية المجاورة. على سبيل المثال، قام الباحث لوسكين بجمع ودراسة البيانات البيئية من غابة مطيرة أولية محمية في ماليزيا لمدة عقدين لتوضيح كيف أدت المساعدات المقدمة من مزارع نخيل الزيت المجاورة إلى تأثيرات «متتالية» ثانوية قوية على الموائل الطبيعية الواقعة على بعد أكبر من 1.3 كم. ووجد أن (1) ثمرة زيت النخيل قد أدت إلى زيادة أعداد الخنازير البرية الأصلية الغازية للمحاصيل بحوالي مئة ضعف، و(2) استخدمت الخنازير البرية الآلاف من النباتات الصغيرة لبناء أعشاش ولادة في داخل الغابة البكر، و (3) تسبب بناء العش في انخفاض بنسبة 62٪ في كثافة شتلات الأشجار الحرجية خلال فترة الدراسة التي استمرت 24 عامًا. تشير التأثيرات غير المباشرة طويلة الأجل على نطاق المناظر الطبيعية من الزراعة إلى أن بصمتها البيئية الكاملة قد تكون أكبر في المدى مما هو معروف حاليًا. قد تكون سلاسل الدعم عبر الحدود منتشرة على نطاق واسع في كل من النظم البيئية البرية والبحرية وتشكل تحديات كبيرة في مجال الحفظ.

### التجزئة
مع زيادة تجزئة المناطق الطبيعية بسبب النشاط البشري، أصبح تأثير حدود الرقعة على الرقع الأخرى أكثر أهمية نسبيًا. يمكن أن تؤدي التجزئة إلى قطع المساعدات الضرورية عن بعض الموائل وزيادتها في موائل أخرى.

### تغيير خصائص الموئل والحدود
قد يؤدي تغيير البنية الداخلية ومكونات موئل ما إلى تغيير المساعدات العابرة للحدود له بشكل كبير. قد يؤدي قطع الأشجار إلى زيادة وصول المغذيات والفضلات إلى التيارات المجاورة. قد تكون الأنواع الغازية التي يتم إدخالها إلى البقع الزراعية بمثابة دعم للمجموعات الغازية المتاخمة للأراضي البرية، ما يمنع تكوين الأنواع المحلية، حتى داخل المنطقة المحمية.

#### الأنظمة البحرية
قد تؤدي التغييرات البشرية لخصائص الرقعة أيضًا إلى تقليص المساعدات العابرة للحدود مثل الصيد الجائر في النظم البحرية، ما قد يقلل بشكل كبير من الدعم البحري المحتمل للكائنات الحية لأنظمة المياه العذبة والضفاف. على سبيل المثال، وجد هيلفيلد ونايمان عام 2002 أن الأشجار النامية على ضفاف الأنهار في ألاسكا تحصل على 24-26٪ من النيتروجين من المصادر البحرية، المنقولة من السلمون المهاجر. في هذا النظام، يعود السلمون الذي يتغذى في المحيط ويدمج النيتروجين البحري في كتلته الحيوية لاحقًا إلى تياراته الصغيرة التي ولد فيها حيث يضع بيضه ويموت.

### احتياجات الإدارة والبحوث المستقبلية
قد تستفيد إدارة الموائل من التعرف على التأثير الذي قد يحدثه البشر على كل من البقع الفردية وعلاقتها مع بعضها. في مثل هذه الحالات، قد يحتاج المديرون إلى التركيز على الأنماط والعمليات التي تحدث خارج نطاق اهتمامهم، حيث قد تكون هذه العوامل مهمة أيضًا لفهم الأمور الداخلية. يعد فهم الميزات الحدودية التي تؤثر على التدفقات المختلفة أمرًا ضروريًا لإدارتها.